# Mistrzostwa Świata w Kajakarstwie Górskim 1965
9. Mistrzostwa świata w kajakarstwie górskim odbyły się w dniach 7–8 sierpnia 1965 w austriackim Spittal an der Drau. Zawodnicy rywalizowali ze sobą w dziesięciu konkurencjach: pięciu indywidualnych i pięciu drużynowych.

## Końcowa klasyfikacja medalowa
| Miejsce | Państwo        | Złoto | Srebro | Brąz | Razem |
| ------- | -------------- | ----- | ------ | ---- | ----- |
| 1       | NRD            | 5     | 3      | 3    | 11    |
| 2       | Czechosłowacja | 3     | 5      | 0    | 8     |
| 3       | RFN            | 1     | 1      | 4    | 6     |
| 4       | Austria        | 1     | 0      | 1    | 2     |
| 5       | Jugosławia     | 0     | 1      | 0    | 1     |
| 6       | Francja        | 0     | 0      | 1    | 1     |
| 6       | Szwajcaria     | 0     | 0      | 1    | 1     |

## Medaliści
| Konkurencja:                   | Złoto: | Srebro: | Brąz: |
| C-1 mężczyzn                   | Gert Kleinert | Luděk Beneš | Manfred Schubert                                                                                              |
| C-1 drużynowo mężczyzn         | Czechosłowacja · Jiří Vočka · Luděk Beneš · Bohuslav Pospíchal                                                      | RFN · Christian Kaufmann · Heiner Stumpf · Otto Stumpf                                                                         | NRD · Jochen Förster · Gert Kleinert · Manfred Schubert                                                       |
| C-2 mężczyzn                   | NRD · Günther Merkel · Manfred Merkel                                                                               | Czechosłowacja · Jiří Dejl · Zdeněk Fifka                                                                                      | Szwajcaria · Fernand Götz · Wolfgang Klingebiel                                                               |
| C-2 drużynowo mężczyzn         | Czechosłowacja · Ladislav Měšťan i Zdeněk Měšťan · Emil Pollert i Jaroslav Pollert · Jaroslav Brejcha i Milan Kalas | Jugosławia · Janez Andrejašič i Jože Gerkman · Milan Vidmar i Borut Justin · Franc Žitnik i Leon Žitnik                        | RFN · Friedrich Bohry i Walter Gehlen · Hermann Roock i Norbert Schmidt · Wolf Dieter Seller i Günther Tuchel |
| K-1 mężczyzn                   | Kurt Presslmayr | Eberhard Gläser | Uli Raysz |
| K-1 drużynowo mężczyzn         | RFN · Manfred Vogt · Eugen Weimann · Horst Dieter Engelke                                                           | NRD · Eberhard Gläser · Fritz Lange · Rolf Luber                                                                               | Austria · Robert Fabian · Manfred Hausmann · Kurt Presslmayr                                                  |
| C-2 konkurs mieszany           | Czechosłowacja · Ludmilla Sirotková · Václav Janoušek                                                               | Czechosłowacja · Jiřina Šedivcová · Josef Šedivec                                                                              | NRD · Erika Schönfeld · Horst Wängler                                                                         |
| C-2 konkurs mieszany drużynowo | NRD · Edith Grabo i Werner Lempert · Monika Lehmann i Rolf Müller · Erika Schönfeld i Horst Wängler                 | Czechosłowacja · Milada Absolonová i Antonín Absolon · Ludmilla Sirotková i Václav Janoušek · Jiřina Šedivcová i Josef Šedivec | Francja · Simone Blanc i Gérard Ghidini · Michele Olry i Michel Berthenet · Henriette Guette i Jean Olry      |
| K-1 kobiet                     | Ursula Gläser | Lia Merkel | Bärbel Körner                                                                                                 |
| K-1 drużynowo kobiet           | NRD · Ursula Gläser · Bärbel Richter · Lia Merkel                                                                   | Czechosłowacja · Bohumila Kapplová · Renata Knýová · Ludmila Polesná                                                           | RFN · Heide Boikat · Bärbel Körner · Kirsten Schmidt                                                          |